# خیابان حافظ (شیراز)
خیابان حافظ اولین و قدیمی‌ترین خیابان ساخته شده در شیراز است. این خیابان از پل علی بن حمزه شروع شده و با گذر از دروازه اصفهان و باغ ملی و چهار راه حافظیه و باغ جهان‌نما در بلوار هفت تنان و میدان طاووس در مجاور دروازه قرآن پایان میابد. این بلوار در شمال شیراز قرار دارد.

## تاریخچه
این خیابان به دستور امام‌قلی‌خان در دوران حکومتش ساخته شد، او ایدهٔ ساخت این خیابان را از خیابان چهار باغ اصفهان گرفته بود. این خیابان در دوران صفویه و زندیه و قاجاریه بسیار اهمیت داشت و باغ‌های زیادی در آن ساخته شد. باغ ملی یکی از قدیمی‌ترین پارک‌های شیراز در این خیابان قرار دارد. همچنین گفته می‌شود بعد از ساخت این خیابان بلافاصله بلوار کریم خان زند نیز ساخته شده‌است.

## اقدامات فرهنگی
شهرداری شیراز خیابان حافظ را هویت فرهنگی شیراز می‌نامد و در همین جهت چندین پروژه فرهنگی در این خیابان در حال اجرا است.